# (9636) 1993 YO
1993 واي أو (ويعرف أيضًا باسم (9636) 1993 واي أو وفق تسمية الكوكب الصغير) (بالإنجليزية: 1993 YO)‏ هو كويكب ضمن حزام الكويكبات؛ وترتيبه 9636 من حيث الاكتشاف.
اكتُشف هذا الجُرم الفلكي بواسطة Astronomical Observatory of Farra d'Isonzo ‏ في 17 ديسمبر 1993.

## وصلات خارجية
- (9636) 1993 YO في قاعدة بيانات مختبر الدفع النفاث لأجرام النظام الشمسي الصغيرة

- الاكتشاف · مخطط المدار ·  العناصر المدارية · المعلمات المادية

- (9636) 1993 YO على موقع ويكي سكاي: DSS2, SDSS, GALEX, IRAS, Hydrogen α, X-Ray, Astrophoto, Sky Map, Articles and images